# Heriades apriculus
Heriades apriculus är en biart som beskrevs av Griswold 1998. Heriades apriculus ingår i släktet väggbin, och familjen buksamlarbin. Inga underarter finns listade i Catalogue of Life.